# Lama Mocogno
Lama Mocogno est une commune italienne de la province de Modène dans la région Émilie-Romagne en Italie.

## Administration
| Période                                  | Période | Identité | Étiquette | Qualité |
| ---------------------------------------- | ------- | -------- | --------- | ------- |
|                                          |         |          |           |         |
| Les données manquantes sont à compléter. |         |          |           |         |

### Hameaux
Barigazzo, Borra, Cadignano, La Santona, Mocogno, Montecenere, Piane di Mocogno, Pianorso, Sassostorno, Vaglio

### Communes limitrophes
Montecreto, Palagano, Pavullo nel Frignano, Polinago, Riolunato